# 杰克·迪尔洛夫
杰克·迪尔洛夫（英語：Jack Dearlove，1911年6月5日—1967年7月11日），英国前男子赛艇运动员。他曾代表英国参加1948年夏季奥林匹克运动会赛艇比赛，获得男子八人单桨有舵手银牌。